# A Mind Is a Terrible Thing to Read
Psych: A Mind Is a Terrible Thing to Read è un romanzo giallo di William Rabkin pubblicato il 6 gennaio 2009, primo di una pentalogia basata sulla serie televisiva USA Network Psych, creata da Steve Franks.
Il libro, il cui titolo è approssimativamente traducibile come: "Una mente è una cosa terribile da leggere", è scritto in terza persona con narratore onnisciente e presenta i medesimi luoghi e personaggi della serie TV, oltre ad aprirsi con un flashback relativo all'infanzia del protagonista in maniera analoga agli episodi.
I fatti narrati si svolgono nel 2008, motivo per cui vanno idealmente collocati all'inizio della terza stagione dello show.

## Trama
1988: Henry scopre che il figlio, invece di riverniciare il garage come promesso, è andato alla spiaggia a vedere il grande squalo bianco esposto dai pescatori solo per quella giornata, assegnando tutto il lavoro all'amico Gus. Furioso, l'uomo decide di punire entrambi i ragazzi, l'uno per essersi approfittato dell'ingenuità dell'amico e l'altro per averglielo lasciato fare.
2008: Dopo aver dimostrato l'innocenza dell'avvenente vedova Veronica Mason, accusata dell'omicidio del facoltoso marito Oliver, Shawn si innemica il nuovo procuratore distrettuale di Santa Barbara Bert Coules, che, per ripicca, fa depositare la Toyota Echo di Gus nell'autorimessa cittadina con l'accusa di sosta in zona rimozione.
Giunti sul posto a ritirare l'auto tuttavia, trovatisi in assenza del denaro necessario a pagare la multa, i due provano a corrompere il custode, che, in tutta risposta, tenta di ucciderli costringendoli ad una fuga che si concluderà con una brusca caduta di Gus ed il suo ricovero di due giorni all'ospedale. Incuriositi dall'agire del custode, i detective decidono di indagare sul suo conto, scoprendo però che, nell'arco di quei due giorni esso è stato assassinato ed il caso è ora in mano a Lassiter e Jules.
Nel frattempo i due vengono spalleggiati da Tara Larison, donna affascinante e psicotica convinta di essere la "schiava psichica" di Shawn e desiderosa unicamente di compiacere il suo "padrone", fino a rendersi colpevole di innumerevoli aggressioni verso chiunque in città lo abbia mai anche solo minimamente infastidito.
Poche settimane dopo l'inizio delle indagini, Dallas Steele, ex-compagno di liceo del duetto ora divenuto il terzo uomo più ricco di Wall Street, li assume in qualità di consulenti per investire un milione di dollari del suo patrimonio in modo sicuro grazie ai "poteri" di Shawn, cosa che rallenta le indagini della Psych. Nel momento in cui tutti gli investimenti fatti dal duo falliscono tuttavia, emerge il vero piano di Steele: ingelosito dall'ammirazione nutrita verso il sensitivo da sua moglie, che altri non è che Veronica Mason, ha deciso di dar prova della falsità dei suoi poteri e indice una conferenza stampa per esporre l'avvenimento; prima che questa inizi tuttavia l'uomo viene assassinato e Tara, trovandosi sulla scena del crimine con l'arma del delitto in mano, accusata dell'omicidio.
Shawn e Gus, per scrollarsi di dosso le accuse di essere i mandanti del delitto, indagano sul passato della donna, scoprendola effettivamente essersi resa colpevole di molteplici omicidi di finti sensitivi a causa delle sue condizioni psicologiche. A seguito di una teatrale dimostrazione tuttavia, il "sensitivo" riesce ad assolverla dagli omicidi commessi in città svelando che sono stati compiuti in realtà da due persone diverse: mentre Steele è stato ucciso dal maggiordomo, stancatosi della sua arroganza; il custode dell'autorimessa, figlio di un poliziotto corrotto che nel 1972 prese parte assieme a un gruppo di colleghi ad una rapina in banca in Florida, è stato invece freddato da Bert Coules, che, come lui, desiderava impossessarsi del bottino nascosto a Santa Barbara dall'unico poliziotto sfuggito all'arresto, trasferitosi in città e morto pochi anni prima di cancro ai polmoni.

## Dedica
Nella prima pagina del libro è riportata la dedica dell'autore: "To Carrie" ("A Carrie").
Subito dopo l'epilogo delle vicende, Rabkin dedica invece una serie di ringraziamenti a Franks ed agli sceneggiatori di Psych, che gli hanno concesso di utilizzare i personaggi e lo hanno seguito nello sviluppo del progetto nonché all'amico Lee Goldberg, che ha collaborato con lui in quasi tutti i suoi lavori attraverso un attivo scambio di idee.

## Riferimenti
Nel corso dell'opera vengono citati fatti avvenuti negli episodi Indagine parallela, Fumetto-mania, La confraternita, Assassinio all'ippodromo, Profumo d'omicidio e La casa infestata.
Nel fare una descrizione fisica del personaggio di Tara Larison, l'autore, così come anche Gus, la paragona al personaggio Marvel Comics Satana Hellstrom.
Durante alcuni scambi di battute tra i personaggi vengono citati i film Rebecca - La prima moglie, 9 settimane e ½, Karate Kid II - La storia continua, Agente 007 - Missione Goldfinger, Titanic, Shining, Mission: Impossible, Gremlins 2 - La nuova stirpe, Animal House, Doppio taglio, Basic Instinct e F.I.S.T.; oltre ai libri Uomini e topi, Il fantasma dell'Opera, L'esorcista e la saga di Harry Potter.

## Edizioni
- William Rabkin, Psych: A Mind is a Terrible Thing to Read, collana Narrativa, Penguin Group, 2009,  pp. 288, ISBN 0-451-22635-6.